# がんばれ同期ちゃん
『がんばれ同期ちゃん』（がんばれどうきちゃん）は、よむによる日本のイラスト群。2019年9月9日に自身のTwitterで発表されたイラストから始まった。作品をまとめたイラスト集が同人誌の形態で発行されており、後にそれらをまとめた商業版もジーオーティーより刊行されている。
とある会社の女子社員が、意中の同期に想いを伝えるべく頑張るが、なかなか距離を詰めきれずやきもきする姿を描いている。

## 登場人物
一部を除き名前は明かされていない。声の項はWebアニメ版の声優。
同期ちゃん
声 - 稗田寧々
本作の主人公。10月9日生まれ、身長156cm、体重46kg。「同期くん」に思いを寄せており、「既成事実（恋人同士である証明）」を作ろうと努力するが、なかなかうまくいっていない。やや自分本位な性格で、自分は手を替え品を替え熱心に同期くんへのアピールを続けているにも関わらず、別の誰か(後輩ちゃん等)が同じことをしているのを発見した場合、必ず邪魔しようとする。
後輩ちゃん
声 - 上坂すみれ
5月8日生まれ、身長159cm、体重55kg。グラマラスな体型で胸にホクロがあり、部署内でも彼女を狙っている男性は多い。趣味はコスプレ。同期ちゃんの気持ちを知っている。恋の戦争に関しては、あざといまでに徹底的に攻めていくタイプだが、それ以外の場面では意外と面倒見がよい。
先輩さん / 奥墨マイコ
声 - 瀬戸麻沙美
12月31日生まれ、身長168cm、体重56kg。同期くんの大学時代の先輩で、取引先に勤務している。本作の登場人物では珍しく名前が明かされており、作者の別作品『よむタイツ』に登場する奥墨ユイコの姉。
同期くん
声 - 榎木淳弥
とある企業に勤務する男性社員。本作は彼の視点で描かれる。

## 書誌情報

### 同人版
| 巻数 | 発刊日         | 発刊イベント         |
| ---- | -------------- | -------------------- |
| 1    | 2020年5月1日   | コミックマーケット98 |
| 2    | 2020年8月14日  |                      |
| 3    | 2020年12月30日 | エアコミケ2          |
| 4    | 2021年5月1日   | GW超同人祭           |
| 5    | 2021年8月14日  |                      |
| 6    | 2021年12月30日 |                      |
| 7    | 2022年8月13日  |                      |
| 8    | 2022年12月30日 |                      |
| 9    | 2023年5月3日   |                      |
| 10   | 2023年8月12日  |                      |
| 11   | 2023年12月30日 |                      |

### 商業版
単行本用の描き下ろしが追加されているほか、通常版（A5サイズ）に加えてB5サイズの『おおきい！がんばれ同期ちゃん』の2形態で発売される。
| 巻数 | 発売日         | ISBN                   | ISBN                   |
| 巻数 | 発売日         | 通常版（A5版）         | B5版                   |
| ---- | -------------- | ---------------------- | ---------------------- |
| 1    | 2021年12月28日 | ISBN 978-4-8236-0263-4 | ISBN 978-4-8236-0264-1 |
| 2    | 2022年12月28日 | ISBN 978-4-8236-0397-6 | ISBN 978-4-8236-0398-3 |
| 3    | 2023年12月28日 | ISBN 978-4-8236-0601-4 | ISBN 978-4-8236-0602-1 |

## Webアニメ
2021年9月20日から12月6日まで、毎週月曜日の7時にABEMAにて配信された。5分枠の短編アニメとなる。
2021年12月24日に、未配信新作1話を含む全13話を収録したBlu-ray (GNXA-1710)が発売。

### スタッフ
- 原作 - よむ
- 監督・絵コンテ・演出 - 古賀一臣[2]
- シリーズ構成・脚本 - 中村能子[2]
- キャラクターデザイン・作画監督 - 森川侑紀[2]
- 美術設定 - 緒川マミオ
- プロップ設定 - 岩畑剛一
- 色彩設計 - 坂本いづみ
- 美術監督 - 高峯義人
- 3Dディレクター - コレサワシゲユキ
- 撮影監督 - 峰岸健太郎
- 編集 - 須藤瞳
- 音響監督 - 納谷僚介[2]
- 音響制作 - スタジオマウス
- 音楽 - 山口たこ
- 音楽プロデューサー - 藤平直孝
- 音楽制作 - NBCユニバーサル・エンタテインメント
- プロデューサー - 福永佳祐、梁川達尚、浅井春人
- アニメーションプロデューサー - 吉川綱樹
- アニメーション制作 - AtelierPontdarc[2]
- 製作 - NBCユニバーサル、月鈴舎、GOT、ユニオンクリエイティブ

### 主題歌
「Lady Go」
同期ちゃん（稗田寧々）による主題歌。作詞はSoflan Daichi、作曲・編曲は松浦雄太（最終話のみ編曲は渡部チェル）。

### 各話リスト
| 話数   | サブタイトル                                                   | 配信日         |
| ------ | -------------------------------------------------------------- | -------------- |
| 第1話  | 出張先のホテルの手違いで、相部屋になってしまった会社の同期     | 2021年 9月20日 |
| 第2話  | エレベーターに一緒に乗ったら、閉じ込められてしまった会社の同期 | 9月27日        |
| 第3話  | バレンタインデーに、職場でチョコを渡す会社の後輩               | 10月4日        |
| 第4話  | 忘れ物を取りに戻った会社の同期                                 | 10月11日       |
| 第5話  | ホワイトデーに期待していた会社の同期…                          | 10月18日       |
| 第6話  | 恥ずかしい写真を送られてしまった会社の同期                     | 10月25日       |
| 第7話  | 勝負下着で今日に懸ける会社の同期                               | 11月1日        |
| 第8話  | 激突!!会社の後輩vs取引先の先輩                                 | 11月8日        |
| 第9話  | 何も知らずに寝ている会社の同期                                 | 11月15日       |
| 第10話 | プールデートと浮かれる会社の同期                               | 11月22日       |
| 第11話 | ついに実る!!よかったね、同期ちゃん                             | 11月29日       |
| 第12話 | そういうとこだぞ、同期くん                                     | 12月6日        |
| 第13話 | 格差社会に悩む会社の同期                                       | 未配信         |